# Улица Илије Гарашанина (Београд)
| Улица Илије Гарашанина     | Улица Илије Гарашанина                                                                               |
| -------------------------- | --- |
|                            | |
| Општина                    | Палилула                                                                                             |
| Почетак                    | Таковска                                                                                             |
| Крај                       | Карнеџијева                                                                                          |
| Дужина                     | 872 m                                                                                                |
| Ширина                     | 30 m                                                                                                 |
| Створена                   | 1888.                                                                                                |
| Названа                    | По Илији Гарашанину, српском државнику                                                               |
| Стари називи               | Светогорска (1888-1922); Битољска (1922-1946); Георги Димитрова (1946-1991) од 1992 Илије Гарашанина |
|                            | |
|                            | |
| Поглед са Малог Ташмајдана | |

Улица Илије Гарашанина налази се на Београдској општини Палилула. 

## Име улице
Име је добила по Илији Гарашанину који је био српски државник, председник Владе, један од уставобранитеља, творац Начертанија. Пре Другог светског рата, ова улица се звала Битољска. У то време је постојала и Гарашанинова улица, али то је био јужни део раније Студеничке, а касније ул. Светозара Марковића на Врачару (тамо су се налазили Дом сироте деце и Академска трпеза) Након рата, Битољска улица се звала Георги Димитрова, пре него што је добила садашњи назив Илије Гарашанина.

### Илија Гарашанин
Илија Хаџи-Милутиновић – Гарашанин  био је један од највећих државника и администратора уставобранитељског времена.

## Суседне улице
Улица Илије Гарашанина се налази измећу улица:
1. Таковска
2. Карнеџијева

Улица Илије Гарашанина се наставља у Светогорску улицу.

## Важни објекти и институције
У улици се налази неколико значајних  институција и места :
- на броју 2 је посластичарница „Петковић“ основана 1903.
- на броју 5 је Библиотека „Милутин Бојић“
- на броју 7 налазила се чувена кафана Код Тозе Грка
- на броју 24 налази се Пета београдска гимназија
- на броју 26 се налази Стадион Ташмајдан
- на месту данашњег СРЦ Ташмајдан налазила се Зграда Пожарне команде